# Municipio de Lower Mount Bethel
El municipio de Lower Mount Bethel  (en inglés: Lower Mount Bethel Township) es un municipio ubicado en el condado de Northampton en el estado estadounidense de Pensilvania. En el año 2000 tenía una población de 3.228 habitantes y una densidad poblacional de 51 personas por km².

## Geografía
El municipio de Lower Mount Bethel se encuentra ubicado en las coordenadas 40°48′00″N 75°09′59″O / 40.80000, -75.16639.

## Demografía
Según la Oficina del Censo en 2000 los ingresos medios por hogar en la localidad eran de $51,568 y los ingresos medios por familia eran $56,553. Los hombres tenían unos ingresos medios de $41,164 frente a los $26,563 para las mujeres. La renta per cápita para la localidad era de $21,088. Alrededor del 5,8% de la población estaban por debajo del umbral de pobreza.